# Linton Kwesi Johnson

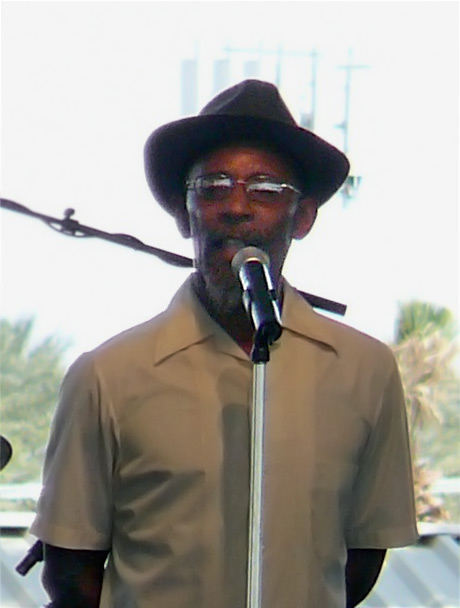
Linton Kwesi Johnson

Linton Kwesi Johnson, LKJ (ur. 24 sierpnia 1952 w Chapeltown, Jamajka) – brytyjski wokalista i poeta dub.
Od 1963 przebywa w Londynie. W 1970 związał się z radykalnym ruchem Czarnych Panter. Studiował socjologię w Goldsmiths College na Uniwersytecie Londyńskim. Organizował warsztaty poetyckie, współpracował z Rasta Love, grupą poetów i bębniarzy. Jako poeta debiutował w 1974 tomem Voices of the Living and the Dead. Jego druga książka poetycka, Dread, Beat, an' Blood zawierała utwory napisane w jamajskim dialekcie patois. W 1977 został laureatem nagrody C. Day Lewis Fellowship. W 1978 ukazał się album Dread, Beat, an' Blood, zawierający prekursorskie dla gatunku dub poetry połączenie melodeklamacji utworów poetyckich z muzyką reggae i dub. W 1980 Linton Kwesi Johnson opublikował trzeci tom poezji, Inglan Is A Bitch. W 1981 założył własną wytwórnię płytową LKJ Records. W latach 80. pracował m.in. jako dziennikarz i prezenter radiowy, specjalizował się w audycjach przybliżających Anglikom kulturę karaibską. Nagrał kilka albumów, które ugruntowały jego pozycję na rynku muzycznym (m.in. Bass Culture i Making History). Jego stricte lewicowe teksty, ostro atakujące kapitalizm i dyskryminację rasową, opisujące warunki życia w biednych, czarnych dzielnicach Londynu, uczyniły go znaczącą postacią na brytyjskiej scenie politycznej. 13 grudnia 1989 zagrał w Polsce na koncercie "Solidarność Anti-Apartheid" w hali Stoczni Gdańskiej. W 1991 ukazał się wybór jego poezji (Tings An' Times). W latach 90. Linton Kwesi Johnson ograniczył swoją aktywność muzyczną i koncertową. W 2002 wybór jego wierszy ukazał się w prestiżowej serii Penguin Books. W 2003, wraz ze swoim ulubionym zespołem Dennis Bovell Dub Band, LKJ zagrał z okazji 25-lecia pracy artystycznej wielki, jubileuszowy koncert w Paryżu, który ukazał się na CD i DVD.

## Dyskografia
- Dread Beat An' Blood 1978
- Forces of Victory 1979
- Bass Culture. 1980
- LKJ in Dub. 1981
- Making History 1983
- LKJ Live in Concert with the Dub Band 1985
- Tings An' Times 1991
- LKJ in Dub: Volume 2 1992
- LKJ Presents 1996
- LKJ A Cappella Live 1996
- More Time 1998
- Independant Intavenshan 1998
- LKJ in Dub: Volume 3 2002
- Live in Paris 2003